# Karikiki Island
Karikiki Island ist eine Insel in der Provinz Samar auf den Philippinen. Sie liegt etwa 34 km vor der Nordküste der Insel Biliran, 48 km westlich von Calbayog City und 57 km östlich der Insel Masbate im westlichen Teil der Samar-See. Die Insel hat eine Fläche von circa 1,8 km² und wird von der Stadtgemeinde Almagro verwaltet. Auf der Insel liegen die Barangays Kerikite mit 606 Einwohnern und Magsaysay mit 331 Einwohnern (Stand 2020). In Kerikite gibt es eine Grundschule (Kerikiti Elementary School).
Karikiki Island ist vulkanischen Ursprungs. Die Topographie der Insel hat eine überwiegend hügeligen Charakter, im südlichen Teil der Insel steigt das Profil der Insel auf etwas über 200 Meter über den Meeresspiegel an. Die Küstenlinie der Insel ist sehr unregelmäßig. Der Barangay Kerikite liegt an der größten Bucht der Insel, die sich tief in die Küstenlinie einschneidet. Der Pflanzenwuchs der Insel besteht teilweise aus dichter, tropischer Vegetation. Die Bewohner leben größtenteils vom Fischfang. Eine touristische Infrastruktur existiert auf der Insel nicht.
Nordöstlich der Insel liegt Camandag Island in ca. 10 km und südöstlich Santo Niño Island in 12 km Entfernung. 11 km westlich liegt Almagro Island, 27 km südwestlich der Insel liegt Maripipi Island und 34 Kilometer nordwestlich liegt Tagapul-an Island.